# Salvadora
Salvadora – rodzaj węży z podrodziny Colubrinae w rodzinie połozowatych (Colubridae).

## Zasięg występowania
Rodzaj obejmuje gatunki występujące w Stanach Zjednoczonych i Meksyku, według niektórych autorów także w Gwatemali.  

## Systematyka

### Etymologia
- Salvadora: łac. salvus „cały, pełny, dobrze zachowany”; dura „twarde lub zewnętrzne pokrycie”[6].
- Phimothyra: gr. φιμος phimos „pysk, paszcza”, od φιμοω phimoō „być cicho”[7]; θυρα thura „brama, drzwi”[8]. Nowa nazwa dla Salvadora Baird & Girard, 1853.

### Podział systematyczny
Do rodzaju należą następujące gatunki: 
- Salvadora bairdi Jan, 1860
- Salvadora deserticola Schmidt, 1940
- Salvadora grahamiae Baird & Girard, 1853
- Salvadora gymnorhachis Hernández-Jiménez, Flores-Villela & Campbell, 2019
- Salvadora hexalepis (Cope, 1867)
- Salvadora intermedia Hartweg, 1940
- Salvadora lemniscata (Cope, 1895)
- Salvadora lineata Schmidt, 1940
- Salvadora mexicana (Duméril, Bibron & Duméril, 1854)